# Kampfpistole
La Kampfpistole (Pistola de combate, en español) era una pistola de bengalas que entró en servicio con la Wehrmacht en 1939 y fue empleada en la Segunda Guerra Mundial. 

## Diseño
Era una pistola de bengalas monotiro con cañón basculante, diseñada y producida por Walther, siendo a su vez una variante de la primigenia Leuchtpistole 34. Exteriormente, la Kampfpistole y la Leuchtpistole 34 eran casi idénticas. La diferencia entre ambos modelos era que la primera tenía un cañón con ánima estriada, mientras que el cañón de la Leuchtpistole 34 era de ánima lisa. La Kampfpistole puede identificarse por la letra Z estampada sobre su cañón. El armazón de la Kampfpistole estaba hecho de duraluminio fresado, su cañón era de acero torneado y estaba pavonado para evitar la corrosión, además de tener cachas de baquelita.

## Munición
Los principales papeles de la Kampfpistole eran señalizar, iluminar, marcar objetivos u ocultarlos con una granada fumígena. Más tarde, durante la Segunda Guerra Mundial, se desarrollaron proyectiles explosivos para ofrecer a las tropas alemanas un lanzagranadas pequeño y ligero con el cual podían atacar objetivos a corta distancia que no podían ser atacados satisfactoriamente por armas de infantería o artillería sin poner en peligro a las tropas amigas.
Los proyectiles disponibles incluían:
- Fallschirm Leuchtpatrone - Esta era una bengala con paracaídas que podía emplearse para iluminar el campo de batalla o señalizar. El proyectil puede identificarse por el marcaje F. Leucht. Z en el culote de su casquillo.[3]
- Nebelpatrone - Esta era una granada fumígena equipada con una espoleta de impacto en su punta, que podía emplearse para marcar objetivos u ocultarlos. Se parecía a las granadas y puede identificarse por el marcaje NEBEL. Z en el culote de su casquillo.[3]
- Sprengpatrone - Esta era una granada de fusil equipada con una espoleta en su punta, que se empleaba para disparos directos en ángulos bajos. No se recomendaba su uso más allá de 180 m (200 yardas) a causa de su imprecisión, o a menos de 46 m (50 yardas) debido al riesgo de las esquirlas.[2]

## Galería

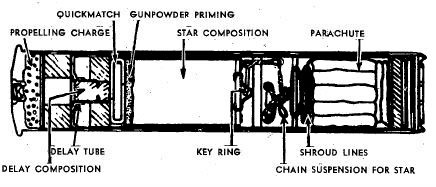
Esquema de la Fallschirm Leuchtpatrone.
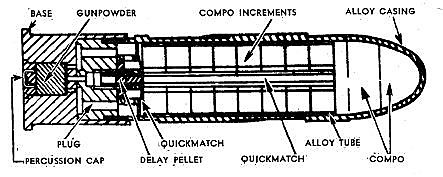
Esquema de la Nebelpatrone.
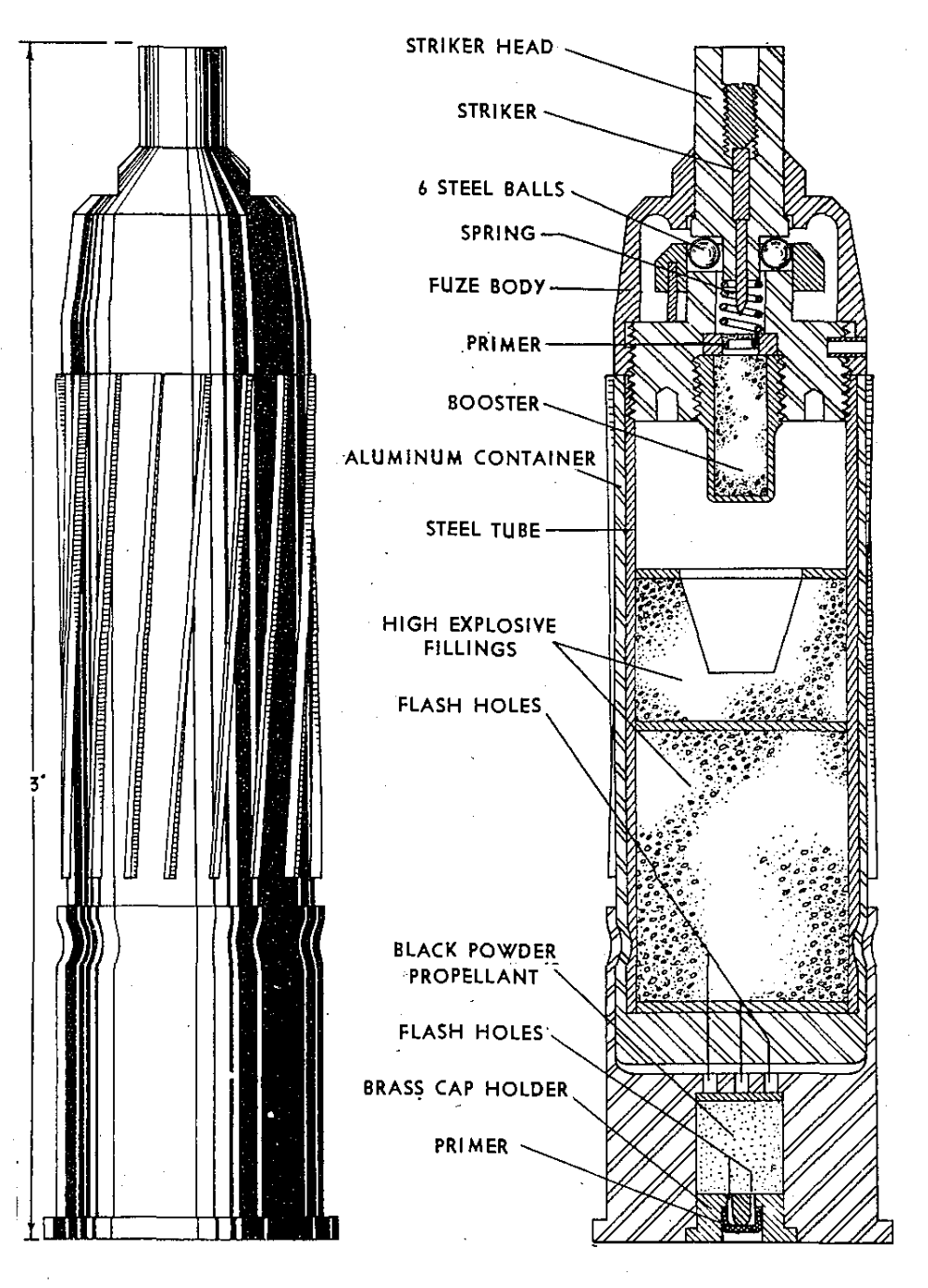
Esquema de la Sprengpatrone.